# Giorno della vittoria nella grande guerra di liberazione della patria
Il giorno della vittoria nella grande guerra di liberazione della patria (giorno della vittoria) è una festa nazionale in Corea del Nord che si celebra il 27 luglio in occasione della firma del accordo di armistizio coreano che ha portato a un cessate il fuoco per la guerra di Corea che ha avuto luogo tra il 1950 e il 1953. In questo giorno si tengono cerimonie nel Memoriale Vittorioso della Guerra di Liberazione della Patria.